# Мірослав Коубек
Мірослав Коубек (чеськ. Miroslav Koubek, нар. 1 вересня 1951, Прага) — чехословацький футболіст, що грав на позиції воротаря. По завершенні ігрової кар'єри — тренер.

## Ігрова кар'єра
Народився 1 вересня 1951 року в місті Прага. Свою молодіжну кар'єру розпочав у клубі «Уніон Жижков». Через сім років він перейшов в «Адміру» з Праги. У столичному клубі гравець провів три роки, а потім перейшов на дорослий рівень. У 1971 році Мирослав Коубек став гравцем клубу «Слани». Далі він п'ять сезонів провів в «Кладно».
У 1978 році Коубек повернувся в празьку «Спарту», з якою раніше виступав на молодіжному рівні. Зі столичною командою він провів чотири сезони, будучи дублером Мірослава Старека. Завершив професійну кар'єру футболіста виступами за «Спарту» у 1982 році.

## Кар'єра тренера
Розпочав тренерську кар'єру невдовзі по завершенні кар'єри гравця, 1983 року, очоливши тренерський штаб клубу «Кладно», де працював до 1988 року. У сезоні 1988/89 він був асистентом тренера у празькій «Спарті», а наступні два роки Кубек був тренером «Хомутова».
У 1992 році він поїхав до Німеччини та тренував аматорський «Амберг». Влітку 1995 року клуб був розпущений через проблеми з фінансуванням і Коубек повернувся до Чехії та знову став працювати з «Кладно». Через півроку він покинув клуб і став асистентом у клубі вищого дивізіону  «Уніон» (Хеб). Втім і ця команда по завершенні сезону 1995/96 була розформована через проблеми з фінансами і Коубек втретє повернувся на посаду головного тренера «Кладно», де працював до 2000 року.
У жовтні 2000 року Коубек вперше очолив клуб вищого дивізіону Чехії, ним стала «Вікторія» (Пльзень), втім зайняв з командою останнє 16 місце і вилетів у Другу лігу. Після цього Коубек вчетверте очолив команду «Кладно», яку у 2006 році вивів у найвищий дивізіон Чехії, де у сезоні 2006/07 зайняв 11 місце, зберігши прописку в еліті.
На початку 2008 року став асистентом Йозефа Ярабінського в китайському клубі «Тяньцзінь Теда», втім того ж року обидва покинули команду. Коубек повернувся на батьківщину і очолив «Зеніт» (Часлав), з яким посів друге місце у Другій лізі у сезоні 2008/09. Наступний сезон Мірослав розпочав вже у клубі вищого дивізіону, очоливши «Банік», з яким у сезоні 2009/10, він зайняв 3-тє місце у чемпіонаті. Однак, наступного сезону провалився, програвши сім з тринадцяти стартових матчів. У жовтні фахівець був звільнений.
28 травня 2011 року Коубек став головним тренером «Млади Болеслав». У сезоні 2011/12 під його керівництвом «Млада Болеслав» посіла четверте місце і отримала право у наступному сезоні взяти участь у розіграші Ліги Європи УЄФА. Але після трьох поразок поспіль на початку наступного сезону він подав у відставку і пішов зі свого поста у вересні 2012 року. Згодом був головним тренером юнацької збірної Чехії (U-19), де працював до весни наступного року, після чого вирішив покинути посаду аби зосередитись на роботі з «Славією».
У вересні 2013 року Коубек був призначений на посаду головного тренера празької «Славії» після відставки Міхала Петроуша. Не провівши і повного сезону, він був несподівано звільнений у березні 2014 року через зміни власника клубу.
У серпні 2014 року Коубек вдруге у кар'єрі став новим головним тренером «Вікторії» (Пльзень). В дебютному матчі під керівництвом Коубека «Вікторія» здобула розгромну перемогу над «Градець-Кралове» з рахунком 4:0. За підсумками сезону 2014/15 «Вікторія» під керівництвом Коубека стала чемпіоном Чехії, а потім здобула і Суперкубок Чехії. Втім вже 16 серпня 2015 року у зв'язку зі слабким стартом «Вікторії» в новому чемпіонаті Коубек був відправлений у відставку.
У травні 2016 року Коубек очолив празький «Богеміанс 1905», підписавши з клубом трирічний контракт і змінив на цій посаді Романа Пиварника, який в свою чергу пішов у пльзенську «Вікторію». Паралельно з серпня 2016 року став асистентом Карела Яроліма у національній збірній Чехії, на якій остаточно зосередився після звільнення з «Богеміанса» у квітні 2017 року.

## Титули і досягнення

### Як гравця
- Володар Кубка Чехословаччини (1):

«Спарта» (Прага): 1979–80
- Чемпіон Європи (U-23): 1972

### Як тренера
- Чемпіон Чехії (1):

«Вікторія» (Пльзень): 2014–15
- Володар Суперкубка Чехії (1):

«Вікторія» (Пльзень): 2015